# Giovanni Pascoli
Giovanni Pascoli (San Mauro di Romagna, Província de Forlì-Cesena, 31 de desembre de 1855 - Bolònia, 6 d'abril de 1912) és considerat com un dels millors poetes italians de finals del segle xix.
El 10 d'agost de 1867 el seu pare és assassinat a trets mentre tornava a casa des Cesena. Tant les raons com els autors del delicte van romandre per sempre foscos, almenys oficialment, i aquest succés traumàtic va deixar una profunda petjada en la vida del jove Giovanni.
Durant tota la seva vida Pascoli va ser un personatge malenconiós, resignat als sofriments de la vida i a les injustícies de la societat, convençut que la societat que dominava en la seva època era massa forta per ser vençuda. Tot i això va saber conservar un profund i fraternal sentit de la humanitat. Una vegada que el món racional i ordenat en el qual creien els positivistes es va haver ensorrat, el poeta, enfrontant-se al dolor i al mal que dominen la Terra, va recuperar el valor ètic del sofriment, que de manera consola i eleva als humils i infeliços, que els fa capaços fins i tot de perdonar els seus propis perseguidors.
Compra una casa a Castelvecchio di Barga i allí visqué amb la seva germana Mariù. Aquesta casa és avui en dia un museu.

## Obres
- Myricae (1891 1a edição)
- Carmen «CORDA FRATRES» (1898)
- Canti di Castelvecchio (1903)
- Primi poemetti (1904)
- Poemi conviviali (1904)
- Odi e inni (1906)
- Nuovi poemetti (1909)
- Poemi del Risorgimento (1913)